# Walid Khalidi

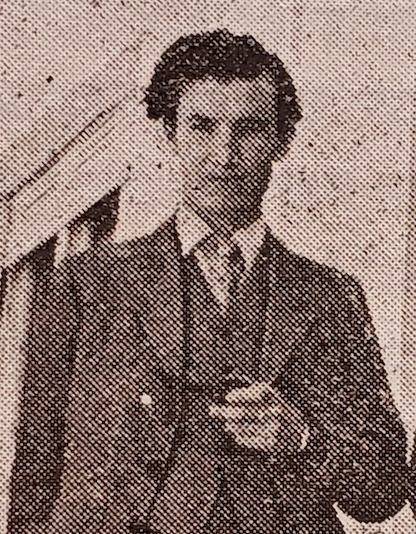
Walid Khalidi, 1947

Walid Khalidi (em árabe: وليد خالدي, nascido em 1925 em Jerusalém) é um historiador palestino formado na Universidade de Oxford que escreveu extensivamente sobre o êxodo palestino. Ele é cofundador do Institute for Palestine Studies, estabelecido em Beirute em dezembro de 1963 como um centro independente de pesquisa e publicação com foco no problema da Palestina e no conflito árabe-israelense, e foi seu secretário-geral até 2016.
O primeiro cargo de professor de Khalidi foi em Oxford, cargo do qual renunciou em 1956 em protesto contra a invasão britânica de Suez. Foi professor de Estudos Políticos na Universidade Americana de Beirute até 1982 e, posteriormente, pesquisador do Centro de Assuntos Internacionais de Harvard. Ele também ensinou na Universidade de Princeton.
Ele é membro da Academia Americana de Artes e Ciências. Ele tem sido influente em bolsa de estudos, desenvolvimento institucional e diplomacia. Seu trabalho acadêmico em particular, de acordo com Rashid Khalidi, desempenhou um papel fundamental na formação de reações palestinas e árabes mais amplas à perda da Palestina, e delineando maneiras para que as primeiras garantam que permaneçam visíveis como uma presença no Oriente Médio.

## Trabalhos publicados
- (1959) Why Did the Palestinians Leave? Middle East Forum, 24, 21–24, (July 1959). Reprinted as 'Why Did the Palestinians Leave Revisited', 2005, Journal of Palestine Studies, XXXIV, No. 2, 42–54.
- (1959) The Fall of Haifa. Middle East Forum, 35, 22–32, (December 1959).
- (1961) Plan Dalet: The Zionist Master Plan for the Conquest of Palestine. jstor, Middle East Forum, 37(9), 22–28, (November 1961).
- From Haven to Conquest: Readings in Zionism and the Palestine Problem Until 1948. [S.l.]: Institute for Palestine Studies. 1987 [Original in 1971]. ISBN 978-0-88728-155-6
- (1974) Palestine and the Arab-Israeli Conflict: An Annotated Bibliography. Institute for Palestine Studies.
- (1978) Thinking the unthinkable: A sovereign Palestinian State. Foreign Affairs, 56(4), 695–713.
- (1981) Regiopolitics: Toward a U.S. Policy on the Palestine Problem. Foreign Affairs.
- (1983) Conflict and Violence in Lebanon: Confrontation in the Middle East. Harvard University Press. ISBN 0-674-16075-4
- (1984) Before Their Diaspora: A Photographic History of the Palestinians, 1876–1948. Institute for Palestine Studies. ISBN 0-88728-144-3
- (1985) A Palestinian Perspective on the Arab–Israeli Conflict. Journal of Palestine Studies, 14(4) (Summer, 1985), pp. 35–48.
- (1987) From Haven to Conquest: Readings in Zionism and the Palestine Problem until 1948.. Institute of Palestine Studies, Washington DC.
- (1988) Toward Peace in the Holy Land. Foreign Affairs
- (1989) At a Critical Juncture: The United States and the Palestinian People. Center for Contemporary Arab Studies, Georgetown University.
- (1991) The Gulf Crisis: Origins and Consequences. Journal of Palestine Studies, 20(2) (Winter, 1991), pp. 5–28.
- (1992) All That Remains: The Palestinian Villages Occupied and Depopulated by Israel in 1948. Institute for Palestine Studies. ISBN 0-88728-224-5
- (1992) Palestine Reborn. I. B. Tauris. ISBN 1-85043-563-4
- (1993) Benny Morris and Before Their Diaspora. Journal of Palestine Studies, 22(3) (Spring, 1993), pp. 106–119.
- (1993) The Jewish-Ottoman Land Company: Herzl's Blueprint for the Colonization of Palestine. Journal of Palestine Studies, 22(2) (Winter, 1993), pp. 30–47.
- (1996) Islam, the West and Jerusalem. Center for Contemporary Arab Studies & Center for Muslim–Christian Understanding, Georgetown University.
- (1996) Revisiting the UNGA Partition Resolution. Journal of Palestine Studies, 27(1) (Autumn, 1997), pp. 5–21.
- (1998) Khamsuna 'aman a'la taqsim Filastin. Fifty years since the Partition of Palestine (1947–1997), Dar al-Nahar, Beirut. (Arabic).
- (1998) Selected Documents on the 1948 Palestine War. Journal of Palestine Studies. 27(3), 79.
- (1999)  Dayr Yasin: al-Jum'a, 9/4/1948. Dayr Yasin: Friday, 9 April 1948. Institute for Palestine Studies. Beirut. (Arabic).
- (2000) The Ownership of the U.S. Embassy Site in Jerusalem. Institute for Palestine Studies. ISBN 0-88728-277-6
- (2005) "On Albert Hourani, the Arab Office, and the Anglo-American Committee of Inquiry 1946", Journal of Palestine Studies vol 35, no. 1 (autumn 2005): 60–79
- (2014) "Palestine and Palestine Studies: One Century after World War I and the Balfour Declaration." Center of Palestine Studies, SOAS, University of London First Annual Lecture, 6 March 2014